# Kraftwerk Farchad
Das Kraftwerk Farchad ist ein Wasserkraftwerk am Fluss Syrdarja in Usbekistan, in einem Gebiet, das von Tadschikistan beansprucht und seit 2002 kontrolliert wird. Neben der Gewinnung von elektrischer Energie dient der Damm der Bewässerung.

## Lage
Das Kraftwerk liegt wenige hundert Meter nördlich der usbekisch-tadschikischen Grenze. Der zugehörige Stausee liegt auf tadschikischem Gebiet. Die Gegend war ein bedeutendes Zentrum der Energiegewinnung in der Sowjetunion. Stromaufwärts liegt der 1952 gebaute Kairakkum-Damm, stromabwärts der 1968 gebaute Schardara-Damm. Wenige Kilometer westlich von Farchad wurde außerdem ein thermoelektrisches Kraftwerk gebaut.
Der Stausee hat ein theoretisches Fassungsvermögen von 350 Millionen m³, ist aber selten mit mehr als 40 Millionen m³ Wasser gefüllt.

## Geschichte
Das Gebiet des Kraftwerkes wurde 1933 von der tadschikischen SSR an die usbekische SSR abgegeben bzw. verpachtet. Das Kraftwerk Farkhad wurde ab 1942 durch den sowjetischen Staatskonzern Farchadstroi gebaut. Der Architekt der Anlage war Iossif Juljewitsch Karakis. Der Zweite Weltkrieg verzögerte den Bau zunächst. Mithilfe deutscher und japanischer Kriegsgefangener konnte das Kraftwerk schließlich 1948 in Betrieb genommen werden.
Zwei im Wasserkraftwerk installierte Turbinen (Nr. 1 und 2) wurden 1936 ursprünglich für ein Wasserkraftwerk im Deutschen Reich hergestellt, wo sie rund 10 Jahre lang in Betrieb waren, bevor sie als Reparationsleistung 1946 demontiert wurden. Die Rotorblatt-Hydraulikturbinen wurden von Escher Wyss hergestellt, die Generatoren von Siemens-Schuckert. 1960 wurden diese Bauteile ersetzt.
2018 einigten sich die Länder über eine Nutzung des Kraftwerkes. Tadschikistan übernahm die Sicherung des Gebietes, während das Kraftwerk weiterhin durch einen usbekischen Staatskonzern betrieben wird.

## Bestandteile
- Etwa 11 km stromaufwärts des Kraftwerks liegt der Dammbereich. Dazu gehören:
  - eine Überlaufstaumauer aus Beton mit einer Länge von 120 m. Der Damm verfügt über acht Überlauffelder mit einer Breite von etwa 10 m;
  - ein Erddamm mit einer Länge von 450 m und einer maximalen Höhe von 27,5 m;
  - Wassereinlassregler mit einer Kapazität von 470 m³/s, welcher mit Treibgutfangrosten und Filtern zum Schutz vor Sedimenten ausgestattet ist.
- Ein Kanal zum Krafthaus von einer Länge von ca. 11 km
- Das Gebäude des Wasserkraftwerks, inklusive:
  - ein Druckbecken (Wassereinlass) mit 4 Druckkammern;
  - Einzelüberlauf mit einer Kapazität von 200 m³/s. Es verfügt über einen Bodenablauf mit einer Spannweite von 7 m, das durch Flachventile verschlossen ist;
  - vier Druckleitungen mit einer Länge von je 68,5 m und einem Durchmesser von 6,5 m;
  - vier Westinghouse-Turbinen, von denen je zwei von den Leningrader Stahlwerken und vom Turbinenwerk Kaluga produziert wurden.
  - Offene Schaltanlage 110/35 kV.
- Ein 3,6 km langer Auslaufkanal, der mit einem Wasserteiler endet, der den Wasserfluss zwischen den Bewässerungskanälen und dem 3,3 km langen Abflusskanal in den Syrdarja aufteilt.

Das vom Kraftwerk ausgehende System von Kanälen ermöglicht Bewässerungsfeldbau in den umliegenden Gegenden von Tadschikistan, Usbekistan und Kasachstan.

## Freileitungen
Ursprünglich wurden zwei 110-kV-Freileitungen nach Tschkalowsk sowie Taschkent gebaut. Die dafür verwendeten Hochspannungsmasten wurden aus der sowjetischen Besatzungszone Deutschlands in die Sowjetunion gebracht. Die Freileitung nach Buston existiert noch weitgehend im Originalzustand, während von der Freileitung nach Taschkent noch einige Masten bei Obburdon sowie in Taschkent-Sergeli vorhanden sind.

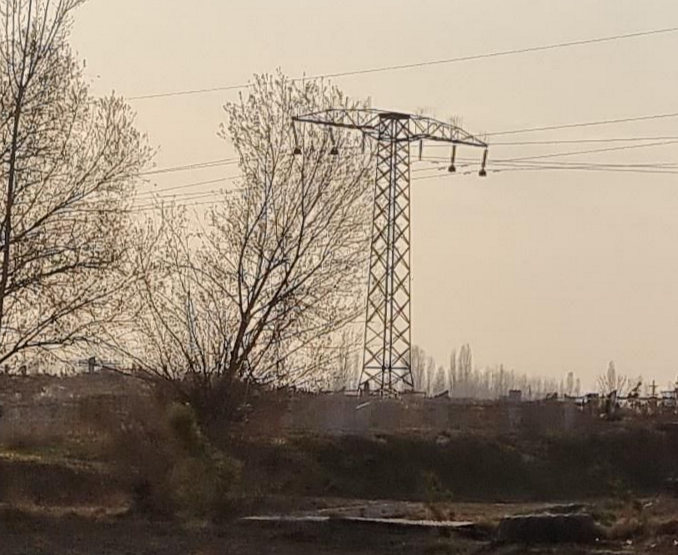
Freileitung nach Taschkent
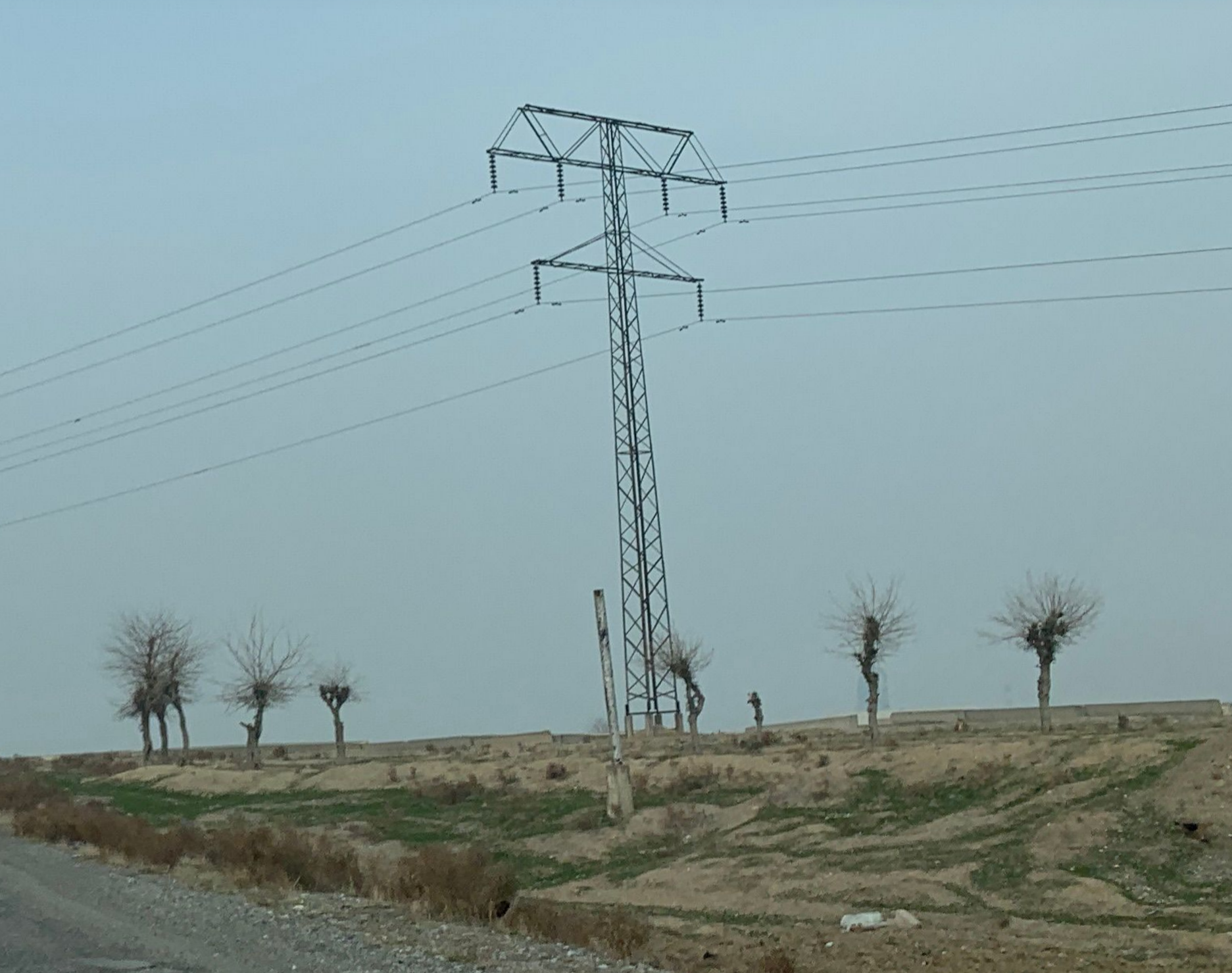
Freileitung nach Buston
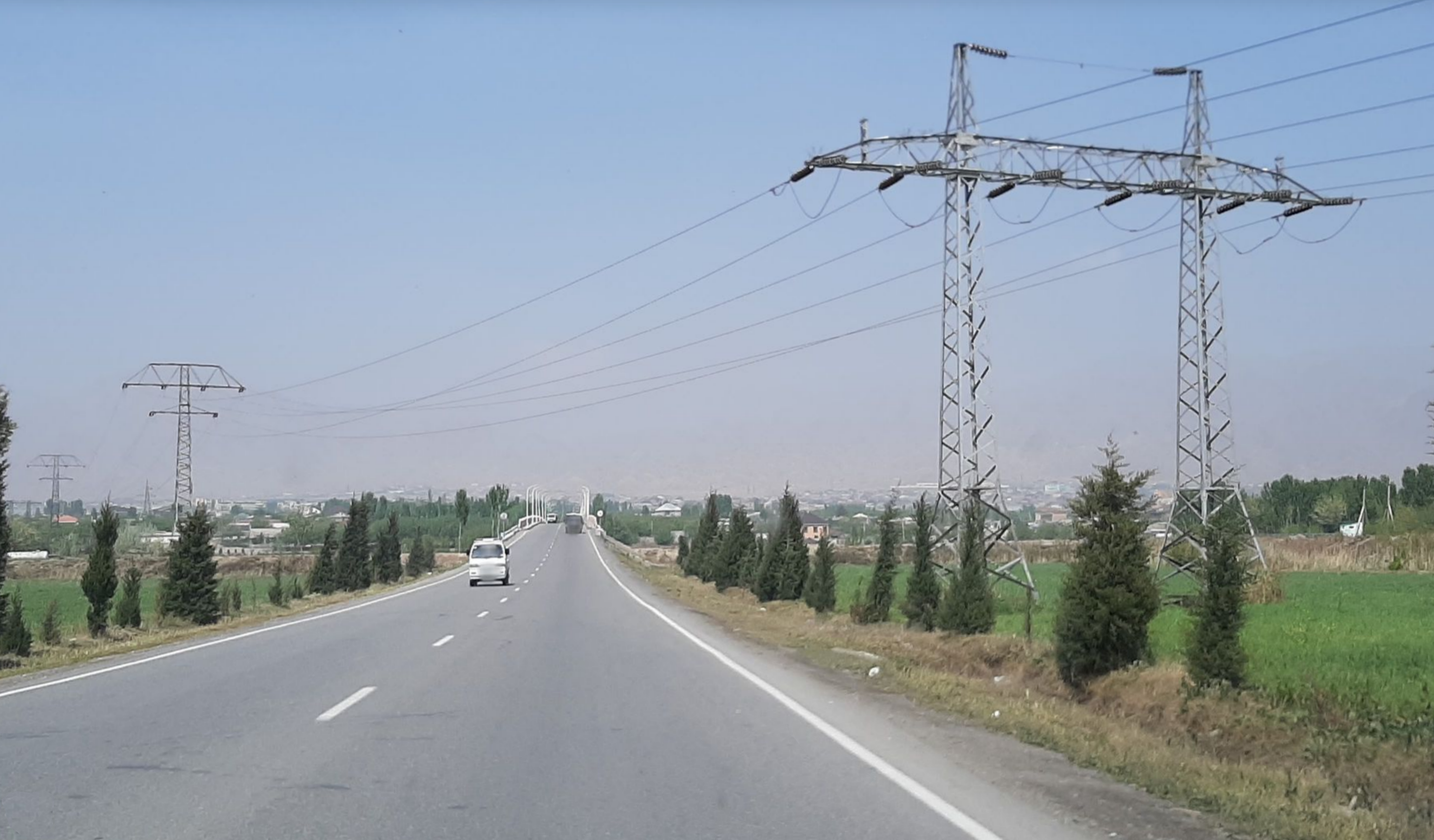
Freileitungskreuzung des Syrdarja bei Chudschand